# The Invaders (The Twilight Zone)
"The Invaders" is een aflevering van de Amerikaanse televisieserie The Twilight Zone.

## Plot

### Opening
This is one of the out-of-the-way places, the unvisited places, bleak, wasted, dying. This is a farmhouse, handmade, crude, a house without electricity or gas, a house untouched by progress. This is the woman who lives in the house, a woman who's been alone for many years, a strong, simple woman whose only problem up until this moment has been that of acquiring enough food to eat, a woman about to face terror which is even now coming at her from the Twilight Zone.
— Rod Serling

### Verhaal
Men ziet een oude vrouw, die blijkbaar alleen in een roestige cabine woont. Ze hoort vreemde geluiden in haar slaapkamer. Wanneer ze gaat kijken, ziet ze een miniatuur vliegende schotel. Uit de schotel komt een menselijk wezen, dat vergeleken bij haar maar een paar centimeter groot is.
Verbaasd door wat ze ziet, gaat de vrouw de twee indringers te lijf. Uiteindelijk slaagt ze erin er een te doden. De andere gaat terug naar het schip en stuurt een bericht naar andere schepen dat de planeet bevolkt wordt door reuzen en erg lastig te veroveren zal zijn. Vervolgens wordt het schip door de vrouw vernietigd met een bijl.
Wanneer de vrouw wegloopt draait de camera en toont dat op de zijkant van de vernielde UFO de tekst U.S. Air Force Space Probe N 21 staat...

### Slot
These are the invaders, the tiny beings from the tiny place called Earth, who would take the giant step across the sky to the question marks that sparkle and beckon from the vastness of the universe only to be imagined. The invaders, who found out that a one-way ticket to the stars beyond has the ultimate price tag. And we have just seen it entered in a ledger that covers all the transactions of the universe, a bill stamped 'paid in full,' and to be found, on file, in the Twilight Zone.
— Rod Serling

## Notities
- De UFO gebruikt in de aflevering werd eerder gebruikt voor de film Forbidden Planet.
- Zowel de indringer als zijn schip zijn te zien in de Walt Disney World-versie van de attractie The Twilight Zone Tower of Terror.